# Mara Lezama
María Elena Hermelinda Lezama Espinosa (Ciudad de México, 29 de septiembre de 1968), conocida como Mara Lezama, es una comunicóloga, periodista, y política mexicana, miembro del partido Morena. Desde el 25 de septiembre de 2022 se desempeña como gobernadora de Quintana Roo.

## Trayectoria política
En 2015, se unió al partido fundado por Andrés Manuel López Obrador para poder ser candidata a presidente municipal de Benito Juárez en las elecciones locales de Quintana Roo de 2016, postulándose por el Movimiento Regeneración Nacional, posteriormente declinó su candidatura a favor de Julián Ramírez Florescano. En 2018 se convirtió en la candidata de Morena por la Coalición "Juntos haremos historia", para la alcaldía del Municipio de Benito Juárez, resultando electa al obtener el 58.32% del voto, convirtiéndose en la segunda alcaldesa en gobernar el municipio de Benito Juárez desde 1999. En 2021 Lezama anunció su candidatura para la reelección por el Movimiento Regeneración Nacional, siendo reelecta como alcaldesa de Cancún, al recibir el 41.22% de los votos. 

### Alcaldesa de Benito Juárez
En marzo de 2020, el portal CAUDE Estrategias, realizó una encuesta ciudadana para evaluar a los 55 mejores alcaldes de México, tomando en cuenta honestidad, capacidad e integridad, en la que Mara Lezama alcanzó la 18° posición. En junio de 2021 Mara Lezama fue reelecta para un nuevo periodo como presidente municipal, el cual inició en septiembre de 2021 y finalizó en 2024.

### Gobernadora de Quintana Roo
En 2022 Morena la seleccionó como su candidata a gobernadora por la coalición Juntos Hacemos Historia en Quintana Roo, para las elecciones del 5 de junio, en la que fue electa gobernadora, al obtener el 57.06% de los votos; además de convertirse en la primera mujer en gobernar el estado y en la candidata más votada en la historia de Quintana Roo.